# HD 138763
HD 138763，又名BD-05 4100，SAO 140613、HR 5779，是一颗恒星，视星等为6.51，位于銀經359.28，銀緯38.75，其B1900.0坐标为赤經15h 29m 3.7s，赤緯-5° 38.75′ 34″。